# Nephrotoma pulchella
Nephrotoma pulchella är en tvåvingeart som först beskrevs av Camillo Rondani 1850.  Nephrotoma pulchella ingår i släktet Nephrotoma och familjen storharkrankar. Inga underarter finns listade i Catalogue of Life.